# Чемпионат России по тхэквондо 2025
Чемпионат России по тхэквондо 2025 года среди мужчин и женщин пройдёт с 17 по 21 апреля в каспийском Дворце спорта им. Али Алиева. В середине марта 2025 года министерство спорта Дагестана сообщило, что чемпионат России пройдёт Каспийске. Это второй чемпионат России, который пройдёт в этом городе, ранее Каспийск принимал чемпионат страны в 2011 году. 11 апреля 2025 года появилась информация, что Дагестан будет представлен 43 спортсменами. 16 апреля 2025 года на пресс-конференции организаторов мероприятия стало известно, что на турнире примут участие более 400 спортсменов из 49 регионов России, Дагестан представят 40 спортсменов. 

## Расписание соревнований[4]
| К | Квалификация | У | Утешительные схватки | П | Полуфиналы | Ф | Финалы |

| Событие↓/Дата →               | 17 апреля | 17 апреля | 17 апреля | 17 апреля | 18 апреля | 18 апреля | 18 апреля | 18 апреля | 19 апреля | 19 апреля | 19 апреля | 19 апреля | 20 апреля | 20 апреля | 20 апреля | 20 апреля | 21 апреля | 21 апреля | 21 апреля | 21 апреля |
| ----------------------------- | --------- | --------- | --------- | --------- | --------- | --------- | --------- | --------- | --------- | --------- | --------- | --------- | --------- | --------- | --------- | --------- | --------- | --------- | --------- | --------- |
| Тхэквондо (мужчины)           |           |           |           |           |           |           |           |           |           |           |           |           |           |           |           |           |           |           |           |           |
| весовая категория до 54 кг    | К         | П         | У         | Ф         |           |           |           |           |           |           |           |           |           |           |           |           |           |           |           |           |
| весовая категория до 58 кг    | К         | П         | У         | Ф         |           |           |           |           |           |           |           |           |           |           |           |           |           |           |           |           |
| весовая категория до 63 кг    |           |           |           |           | К         | П         | У         | Ф         |           |           |           |           |           |           |           |           |           |           |           |           |
| весовая категория до 68 кг    |           |           |           |           | К         | П         | У         | Ф         |           |           |           |           |           |           |           |           |           |           |           |           |
| весовая категория до 74 кг    |           |           |           |           |           |           |           |           |           |           |           |           | К         | П         | У         | Ф         |           |           |           |           |
| весовая категория до 80 кг    |           |           |           |           |           |           |           |           |           |           |           |           | К         | П         | У         | Ф         |           |           |           |           |
| весовая категория до 87 кг    |           |           |           |           |           |           |           |           |           |           |           |           |           |           |           |           | К         | П         | У         | Ф         |
| весовая категория свыше 87 кг |           |           |           |           |           |           |           |           |           |           |           |           |           |           |           |           | К         | П         | У         | Ф         |
| Тхэквондо (женщины)           |           |           |           |           |           |           |           |           |           |           |           |           |           |           |           |           |           |           |           |           |
| весовая категория до 46 кг    |           |           |           |           |           |           |           |           |           |           |           |           |           |           |           |           | К         | П         | У         | Ф         |
| весовая категория до 49 кг    |           |           |           |           |           |           |           |           |           |           |           |           |           |           |           |           | К         | П         | У         | Ф         |
| весовая категория до 53 кг    |           |           |           |           |           |           |           |           |           |           |           |           | К         | П         | У         | Ф         |           |           |           |           |
| весовая категория до 57 кг    |           |           |           |           |           |           |           |           |           |           |           |           | К         | П         | У         | Ф         |           |           |           |           |
| весовая категория до 62 кг    |           |           |           |           | К         | П         | У         | Ф         |           |           |           |           |           |           |           |           |           |           |           |           |
| весовая категория до 67 кг    |           |           |           |           | К         | П         | У         | Ф         |           |           |           |           |           |           |           |           |           |           |           |           |
| весовая категория до 73 кг    | К         | П         | У         | Ф         |           |           |           |           |           |           |           |           |           |           |           |           |           |           |           |           |
| весовая категория свыше 73 кг |           |           |           |           |           |           |           |           | К         | П         | У         | Ф         |           |           |           |           |           |           |           |           |

## Медалисты

### Мужчины
| Весовая категория | Золото                                               | Серебро                               | Бронза                                                                    |
| ----------------- | ---------------------------------------------------- | ------------------------------------- | ------------------------------------------------------------------------- |
| до 54 кг          | Владимир Гриценко · Санкт-Петербург                  | Дмитрий Балахнеев · Самарская область | Иван Ермаков · Московская область Данила Гончаров · Московская область    |
| до 58 кг          | Идар Багов · Московская область · Кабардино-Балкария | Дамир Гусейнов · Кабардино-Балкария   | Азат Бесаев · Московская область Сергей Кирсанов · Татарстан              |
| до 63 кг          | Максим Осин · Москва                                 | Даниил Ермаков · Ульяновская область  | Александр Карпов · Челябинская область Дмитрий Шишко · Санкт-Петербург    |
| до 68 кг          | Джавид Магеррамов · Санкт-Петербург                  | Илья Данилов · Ивановская область     | Амир Выков · Карачаево-Черкесия Павел Лукичев · Ростовская область        |
| до 74 кг          | Ханмагомед Рамазанов · Татарстан                     | Магомед Абдусаламов · Дагестан        | Степан Баранов · Рязанская область Максим Миронов · Москва                |
| до 80 кг          | Артём Мытарев · Ульяновская область                  | Владислав Будин · Москва              | Эмиль Алиев · Татарстан Иван Пось · Приморский край                       |
| до 87 кг          | Рафаэль Камалов · Самарская область                  | Дали Ишбердин · Башкортостан          | Раджаб Абдулгашумов · Дагестан Всеволод Каминский · Челябинская область   |
| свыше 87 кг       | Владислав Ларин · Карелия ·                          | Рафаиль Аюкаев · Самарская область    | Константин Лукашов · Санкт-Петербург Никита Крючков · Челябинская область |

### Женщины
| Весовая категория | Золото                                                    | Серебро                               | Бронза                                                                        |
| ----------------- | --------------------------------------------------------- | ------------------------------------- | ----------------------------------------------------------------------------- |
| до 46 кг          | Милана Бекулова · Московская область · Кабардино-Балкария | Алиса Ангелова · Самарская область    | София Соловьёва · Московская область Виктория Пантенкова · Ивановская область |
| до 49 кг          | Галина Медведева · Москва                                 | Ирина Рогозина · Самарская область    | Анастасия Артамонова · Санкт-Петербург Амина Хутова · Карачаево-Черкесия      |
| до 53 кг          | Екатерина Шорохова · Челябинская область                  | Милана Гулуева · Северная Осетия      | Елизавета Рожина · Татарстан Маргарита Алиева · Карачаево-Черкесия            |
| до 57 кг          | Маргарита Близнякова · Челябинская область                | Софья Ефиценко · Приморский край      | Ксения Смирнова · Санкт-Петербург Полина Дзарагазова · Ленинградская область  |
| до 62 кг          | Лилия Хузина · Санкт-Петербург                            | Анастасия Баннова · Самарская область | Джаврият Алиева · Дагестан Арина Сагайдачная · Москва                         |
| до 67 кг          | Анна Зяблицева · Москва                                   | Кира Скворцова · Самарская область    | Ульяна Крадинова · Санкт-Петербург Анна Кущ · Санкт-Петербург                 |
| до 73 кг          | Анастасия Космычева · Москва                              | Анфиса Алексеева · Санкт-Петербург    | Анна Пеконкина · Челябинская область Анастасия Съедугина · Москва             |
| свыше 73 кг       | Кристина Адебайо · Москва                                 | Полина Шведкова · Краснодарский край  | Виктория Зотова · Москва Линара Муслимова · Ульяновская область               |